# برتسفلد
برتسفلد (به آلمانی: Bretzfeld) یک شهر در آلمان است که در هوهنلوهه واقع شده‌است. برتسفلد ۱۲٬۴۸۴ نفر جمعیت دارد.

## خواهرخوانده
شهرهای بودایاش و پرتسفلد خواهرخوانده‌های برتسفلد هستند.